# Olimpiada 1980 (Moscú 80)
Olimpiada 1980 , también conocida como Moscú 80, es una historieta serializada entre 1979 y 1980 del dibujante de cómics español Francisco Ibáñez protagonizada por Mortadelo y Filemón. 

## Sinopsis
Un grupo de políticos quiere que España fracase en Moscú 80 para que haya dimisiones y así poder hacerse con los cargos vacantes. Para ello han enviado a un agente de la S.O.B.R.I.N.A. (Sindicato Organizador Bollos Reivindicantes Inter Nacionales Atléticos). Ese agente tratará de inducir a los atletas españoles a la huelga con cualquier pretexto.
Mortadelo y Filemón, acompañados por el Súper irán a Moscú a impedir que los atletas hagan huelga, y si alguno lo hace (o queda inhabilitado) Mortadelo y Filemón le sustituirán. En la práctica, tendrán que hacer siempre las sustituciones.
Cuando el Súper les explica la misión, Mortadelo le recuerda que en la anterior olimpiada obtuvieron muy malos resultados. Incluso señala la jaez que le otorgaron como peculiar medalla por su participación. Los dos agentes disponen de un breve tiempo para entrenarse, que apenas les servirá.

## Comentarios
En esta aventura aparecen todos los tópicos sobre la Unión Soviética y la guerra fría: estatuas de Lenin, agentes del KGB y deportaciones a Siberia. Es destacable la aparición del entonces premier soviético Leonid Brézhnev.